# Серноводский сельсовет
Серноводский сельсовет — упразднённое муниципальное образование в составе Курского района Ставропольского края России.
Административный центр — хутор Графский

## География
Муниципальное образование расположено в южной части Курского района. В состав поселения входят четыре населённых пункта.
Площадь территории сельского поселения составляет — 214 км2.
Граничит с землями муниципальных образований: Русский сельсовет на западе, Балтийский сельсовет на северо-западе, Полтавский сельсовет на севере, Галюгаевский сельсовет на юго-востоке, а также с землями Моздокского района Северной Осетии на юге.
Сельское поселение расположено в равнинной степной зоне. Средние высоты составляют около 127 метров над уровнем моря. Терраса имеет общий уклон с юго-запада на северо-восток.
Гидрографическая сеть представлена скудно. Через территорию сельсовета проходят каналы имени Ленина и Терско-Кумский канал. Также действует артезианская скважина из которой вытекает горячая сероводородная вода с температурой более 40°С.
Климат как и по всему краю умеренный, и характеризуется тёплым летом и прохладной зимой. Средняя температура колеблется от −5…-7°С зимой до +24…+27°С летом. Среднее количество осадков в год составляет около 550 мм. Основные ветры северо-западные и восточные. В конце лета часты суховеи дующие с территории Прикаспийской низменности.

## История
Серноводский сельсовет образован в 1957 году.
Современная граница поселения установлена Законом Ставропольского края «Об установлении границ муниципальных образований в Курском районе Ставропольского края» от 17 мая 2004 года № 32-кз.
С 16 марта 2020 года, в соответствии с Законом Ставропольского края от 31 января 2020 г. № 9-кз, все муниципальные образования Курского муниципального района были преобразованы путём их объединения в единое муниципальное образование Курский муниципальный округ.

## Население
| 1989  | 2002  | 2010  | 2011  | 2012  | 2013  | 2014  |
| ----- | ----- | ----- | ----- | ----- | ----- | ----- |
| 3037  | ↗3398 | ↗3716 | ↗3721 | ↘3652 | ↘3625 | ↗3647 |
| 2015  | 2016  | 2017  | 2018  | 2019  | 2020  |       |
| ↗3695 | ↗3700 | ↗3764 | ↗3791 | ↗3833 | ↗3884 |       |

Процент от населения района — 7.45 %
Плотность — 18.15 чел./км2.

### Национальный состав
По данным Всероссийской переписи населения 2010 года::
| Народ      | Численность, чел. | Доля от всего населения, % |
| ---------- | ----------------- | -------------------------- |
| кабардинцы | 1 495             | 40,5 %                     |
| турки      | 837               | 22,5 %                     |
| русские    | 801               | 21,5 %                     |
| осетины    | 176               | 4,7 %                      |
| аварцы     | 90                | 2,4 %                      |
| чеченцы    | 68                | 1,8 %                      |
| даргинцы   | 65                | 1,7 %                      |
| грузины    | 56                | 1,5 %                      |
| другие     | 128               | 3,4 %                      |
| всего      | 3 716             | 100 %                      |

## Состав поселения
| № | Населённый пункт | Тип населённого пункта        | Население | Доля от населения (%) |
| - | ---------------- | ----------------------------- | --------- | --------------------- |
| 1 | Бугулов          | хутор                         | ↘542      | 15,8 %                |
| 2 | Графский         | хутор, административный центр | ↘1238     | 33,8 %                |
| 3 | Серноводское     | село                          | ↗1459     | 38,3 %                |
| 4 | Медведев         | хутор                         | ↘443      | 12,1 %                |

## Местное самоуправление
Администрация Серноводского сельсовета — хутор Графский, ул. Восточная, 48.
Структуру органов местного самоуправления сельсовета составляют:
- Глава сельсовета — Бегереев Мурат Рамазанович .
- Администрация Серноводского сельсовета — состоит из 7 человек.
- Совет местного самоуправления Серноводского сельсовета — состоит из 14 депутатов.

## Образование
- Средняя школа № 1
- Средняя школа № 2
- Средняя школа № 3
- Начальная школа Детский сад

## Здравоохранение
- Участковая больница
- Фельдшерско-акушерский пункт № 1
- Фельдшерско-акушерский пункт № 2

## Религия
На территории сельсовета действуют две мечети и одна церковь.

## Экономика
В муниципальном образовании в основном развиты производство технических и зерновых культур. Большое развитие получило тепличное ведение хозяйства. Действует предприятие по добычи нефти.
На территории сельсовета действуют несколько сельскохозяйственных предприятий, наиболее крупными из которых: «Адыгэ», «Кабардинский», «Графский», «Бугулов», «Юбас», «Рахат».